# Etinodiolo diacetato
L'etinodiolo diacetato è un farmaco progestinico (agonista progestinico di prima generazione) in precedenza usato nella contraccezione e/o nei disordini ormonali femminili. Possiede uno scarso effetto androgenizzante  e un peculiare effetto estrogeno-simile.